# Monarda (plant)
Monarda is een geslacht uit de lipbloemenfamilie (Lamiaceae). Een veel aangeplante soort is de bergamotplant (Monarda didyma).